# Карр, Мариана
Мариана Карр (исп. Mariana Karr, настоящее имя — Мария Элена Коппола Гонсалес исп. Maria Elena Coppola Gonzalez; 29 ноября 1949, Буэнос-Айрес, Аргентина — 31 июля 2016, Мехико, Мексика) — мексиканская актриса аргентинского происхождения.

## Биография
Родилась 29 ноября 1949 года в Буэнос-Айресе. В кинематографе дебютировала в 1969 году, где она сыграла эпизодическую роль в фильме Жених и невеста, после чего сыграла ещё одну эпизодическую роль в фильме, и наконец, в 1978 году ей достаётся заглавная роль второго плана — роль Аны в фильме Кровь сатаны. После успешно сыгранной роли, её впервые пригласили в телесериал Профессия домохозяйки. Всего в Аргентине снималась в 12 фильмах с 1969 по 1992 год. В 1992 году переехала в Мексику и в следующем, 1993 году попала в штат телекомпании Televisa, где вскоре получила ведущие роли в самых известных мексиканских сериалах — Хозяйка, Узы любви, Ложь во спасение, Мечтательницы, Моя судьба — это ты, Мария Белен, Игра жизни, Таковы эти женщины, Под одной кожей, Стань звездой!, Мачеха, Рассвет, Страсть и т.д… Первые три сериала, указанные в этом списке, а также телесериалы Таковы эти женщины и Мачеха с успехом демонстрировались в РФ, где зрители полюбили героиню Сусану Феррейра в телесериале Узы любви. В последние годы жизни у актрисы были проблемы с дыханием, но несмотря на это держалась как могла и снималась до последнего.
Скончалась 31 июля 2016 года в Мехико от инфаркта, который спровоцировал остановку дыхания. Похоронена на кладбище Gayosso Sullivan.

## Фильмография

### Аргентина

#### Фильмы
- 1969 — Жених и невеста (совм. с Мексикой).
- 1980 — Как прекрасна моя семья
- 1985 — Происшествие в интернате — Адриана Касарес.

#### Сериалы
- 1979-80 — Профессия, домохозяйка — Бетина.
- 1980 — Ангел в городе — Асусена.
- 1981-85 — 24 часа
- 1987 — Я умру завтра
- 1991 — Это я, Хуан (совм. с Италией) — Мерседес.
- 1991-98 — Высокая комедия
- 1992 — Огонь в сердце — Аманда де Мартино.

### Испания

#### Фильмы
- 1978 — Кровь сатаны — Ана.

### Мексика

#### Сериалы

##### Свыше 2-х сезонов
- 1985—2007 — Женщина, случаи из реальной жизни (22 сезона; снялась в 2-х сезонах в 1997 и 2000 гг.).
- 2008-по с.д. — Роза Гваделупе (5 сезонов) — Каридад.

##### Televisa
- 1995 — Хозяйка — Хульета де Рентериа.
- 1996 — Узы любви — Сусана Феррейра.
- 1996 — Ложь во спасение — Мариана.

## Награды и премии

### TVyNovelas
- 2006 — Лучшая актриса второго плана — Рассвет — ПОБЕДА.

### Премия Bravo
- 2006 — Лучшая актриса — Рассвет — ПОБЕДА.

### Премия Califa de Oro
- 2007 — Лучшее актёрское мастерство — ПОБЕДА.

#### Итог по премиям
- Мариана Карр трижды была номинирована на премии и все три раза победила.